# Candale-i Anna magyar királyné
Candale-i Anna (1484 – Buda, 1506. július 26.) vagy hagyományosan Candalei Anna, Kendali Anna, franciául: Anne de Foix, okcitánul: Ana de Fois-Candale, baszkul: Ana Kandalakoa,
angolul: Anne of Foix-Candale (Kendal), csehül: Anna z Foix a Candale, spanyolul: Ana de Foix-Candale, latinul: Anna de Candalle ex stirpe Regia Fuxiorum/Anna de Fuxio de Candalle, candale-i és benauges-i grófné, magyar, horvát és cseh királyné. II. Ulászló harmadik felesége, II. Lajos anyja. A Foix-Grailly-házi II. Gaston János, Candale grófja és Foix Katalin navarrai királyi hercegnő (infánsnő) lánya volt.
Anna a Magyarország és Franciaország között kötött szövetség következtében lett Magyarország királynéja 1502-ben, amelynek előzménye 1457-ben történt, mikor Anna nagynénje (anyai nagybátyjának a felesége), Valois Magdolna francia királyi hercegnő V. László magyar király menyasszonyjelöltje volt, de V. Lászlónak a halálával (1457), aki pedig II. Ulászlónak volt a nagybátyja, a francia–magyar házasság nem valósult meg akkor, melyre végül 45 évvel később kerülhetett csak sor a korábbi jegyesek unokahúgának és unokaöccsének a házasságával. Anna királyné Magyarországon rendkívüli népszerűségnek örvendett mind szépsége, mind pedig határozott fellépése következtében, amelynek révén egyszerre királya és királynéja lett az országnak, hiszen férjére, II. Ulászlóra erős befolyást gyakorolt, és a nagy korkülönbség ellenére is az Ulászlónál 28 évvel fiatalabb Anna volt a domináns személyiség a kapcsolatukban.
Anna azzal is nagy tekintélyt szerzett, hogy hosszú idő után, 1324, illetve 1326, azaz I. Károly (Róbert) fiainak születése óta a magyar történelemben a férjét még annak életében életképes és törvényes fiú örökössel, a leendő II. Lajossal ajándékozhatta meg, akit vitathatatlanul elfogadott az egész ország apja utódaként. Ezt a sikert viszont már csak rövid ideig élvezhette, hiszen három héttel a fia születése után gyermekágyi lázban elhunyt, így nagy veszteség érte ezzel a királyt, a gyermekeit és az egész országot.

## Származása
Apja a Foix-Grailly-házi II. Gaston János, Candale grófja, anyja a szintén Foix-Grailly-házból származó Foix Katalin navarrai királyi hercegnő (infánsnő) volt. Anyja révén a navarrai királyoktól származik. Születésekor, 1484-ben a Navarrai Királyság trónöröklési listáján a 10. helyen állt. Ekkor Navarra királya, az ő elsőfokú unokatestvére, a szintén a Foix-Grailly-házból származó I. Katalin (1470–1517; ur.: 1483–1517) volt. Anna rövid életében (1484–1506) mindvégig elsőfokú unokatestvére, I. Katalin uralkodott Navarrában.

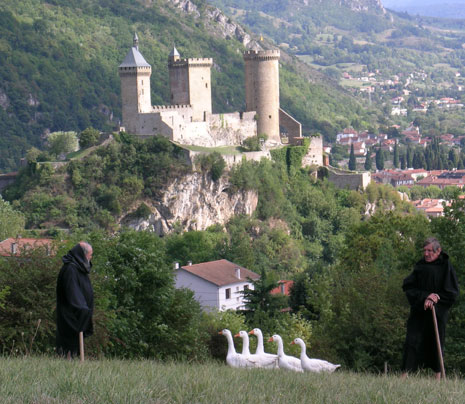
Foix vára

Anna szülei másod-unokatestvérek voltak. Mindketten a Foix-Grailly-házból származtak, de csak az édesanyja, Foix Katalin volt az uralkodóház királyi ágának tagja. Grailly urai házasság révén szerezték meg a Foix grófságot, ezért használják mindkét megjelölést külön-külön, vagy éppen a kettőt kombinálva az új uralkodóház megjelölésére. Az uralkodócsalád birtokaiknak dél-franciaországi elhelyezkedése miatt az occitán nyelvterülethez is erősen kötődtek, így a családtagok mindenképpen kétnyelvűek lehettek. Éppen ezért Anna a francia udvarban használatos francia mellett már gyermekkorában el kellett, hogy sajátítsa az occitán nyelvet is, és valószínűleg ez volt az első nyelv, amelyet megtanult, az anyanyelve, csak másodikként a francia, amelyet később, már magyarországi tartózkodása kezdetén is még használt, amíg meg nem tanulta a magyar királyi udvar nyelvét, a magyart.
„Már Károly Róbert fontosnak tartja házassági szerződések megkötésekor, hogy a külföldről érkező ifjú menyasszonyok korán a magyar udvarba kerüljenek, hogy itt megtanulhassák a magyar nyelvet. Így történt például éppen Károly morva őrgróf, a későbbi IV. Károly császár Margit nevű leányával is, akit gyermekkora óta magyarul tanítanak a visegrádi udvarban. De érdekes példa Lajos király tiltakozása is VI. Kelemen pápánál, aki egy olasz papot kívánt veszprémi püspökké tenni. Lajos azzal utasította vissza a pápa akaratát, hogy a kijelölt személy nem tud magyarul, tehát nem alkalmas magyar püspöki székbe. Ez arra vall, hogy a magyar nyelv felkarolása éppen a francia eredetű Anjou-ház, s főként Lajos kezdeményezése.”
Anna tízéves sem volt, mikor elvesztette édesanyját, majd apja újranősült, de néhány év múlva, 1500-ban, amikor Anna 16 éves lett, az édesapja is meghalt. Ekkor a szintén korán árvaságra jutó elsőfokú unokatestvérével, Foix Germánával együtt, akinek az apja, Foix János Anna édesanyjának a bátyja volt, a francia udvarba kerültek. Franciaországnak a közös unokatestvérük, I. Anna, Bretagne uralkodó hercegnője volt a királynéja, akinek az anyja, Foix Margit (1458 körül–1486) hercegnő (II. Ferenc breton herceg második felesége) pedig Anna édesanyjának a nővére volt. A francia trónon ekkor XII. Lajos ült. II. Ulászló Anna és Germána közül választotta az előbbit.
Foix-Candale-i János, Kendal első és utolsó grófja 1461-ben XI. Lajos szolgálatába állt, és neki tett hűbéresküt 1462-ben. Ennek következtében végleg elvesztette angol alattvalói státuszát és címeit. A francia király visszahelyezte korábbi címeibe, amelyeket akkor vesztett el, amikor az angol királynak esküdött hűséget. Ráadásul megkapta a Candale grófja címet is, ami a Kendal francia megfelelője. Ezt is továbbörökítette utódaira, akik  Foix-Grailly-ház Candale-i ágát képviselték.
Királynénk az Árpád-házi uralkodóktól is le tudta vezetni családfáját, hiszen az Árpádok Aragónia, Szicília és Nápoly uralkodóházaival közeli rokoni kapcsolatban álltak. Nem meglepő tehát, hogy Anna királyné V. István (1239–1272) magyar király 10. (generációs) leszármazottja volt annak lánya, Árpád-házi Mária (1257–1323) nápolyi királyné és férje II. (Sánta) Károly (1254–1309) nápolyi király révén, akiknek Blanka (1280–1310) nevű lánya II. Jakab (1267–1327) aragón király felesége lett, míg Eleonóra (1289–1341) nevű lányuk II. Frigyes (1272–1337) szicíliai királyhoz ment feleségül. Mindkét ágon eljuthatunk II. (Hitetlen) János, navarrai, aragón és szicíliai királyhoz, aki az ő leszármazottjuk (szépunokájuk) és Anna királyné dédapja volt.

### Legközelebbi rokonsági kapcsolat Candale-i Anna, I. Katalin, Bretagne-i Anna, Foix Germána, Foix Péter, valamint Aragóniai Beatrix között
Anna királyné dédapja, II. (Hitetlen) János, Navarra, Aragónia és Szicília királya, kasztíliai (spanyol) királyi herceg (infáns) kétszer nősült: az első házassága I. Blanka navarrai királynővel, III. Károly navarrai királynak és Trastámarai Eleonóra kasztíliai infánsnőnek a lányával történt, melyből I. Eleonóra navarrai királynő származott, aki Anna királyné anyai nagyanyja volt. A második házassága Enríquez Johanna királynéval jött létre. Ebből a frigyből II. Ferdinánd, Aragónia királya született, aki I. Ferdinánd magyar és cseh királynak, német-római császárnak, valamint Habsburg Mária magyar és cseh királynénak volt az anyai nagyapja. Anna királyné az ő másod-unokatestvérük volt, gyermekei, II. Lajos és Jagelló Anna így közeli rokonságban álltak házastársaikkal, és a generációs eltolódás abból fakadt, hogy I. Eleonóra navarrai királynő az anyja lehetett volna öccsének, II. Ferdinándnak, hiszen a korkülönbség köztük 26 év volt.

#### Candale-i Anna és Aragóniai Beatrix mint II. Ulászló asszonyai
Candale-i Anna közeli rokoni kapcsolatban volt Aragóniai Beatrix (1457–1508) nápolyi királyi hercegnővel, II. Ulászló második feleségével is, dédapján, II. (Aragóniai) Jánoson keresztül, aki Beatrix királyné apai nagyapjának, V. Alfonznak (1396–1458), Aragónia, Szicília és Nápoly királyának volt az öccse.
Beatrix már akkor Magyarországra akarta hozatni a Foix-rokonságot, mikor még Anna csak ötéves volt, és így sejteni sem lehetett, hogy valaha Beatrix riválisa lesz, de 1489-ben még Beatrix első férje, I. Mátyás magyar király is a hatalma csúcsán állt, és megjósolni sem lehetett, hogy a következő évben 47 évesen meghal. Beatrix viszont válogatás nélkül helyezte, előszeretettel helyeztette, illetve kívánta helyezni a rokonait: testvéreit, unokatestvéreit és azok gyermekeit a Magyar Királyság fennhatósága alatt álló jól jövedelmező vezető állami és egyházi tisztségekbe. Így került már 1489-ben a későbbi Anna királyné anyai nagybátyja, Beatrix egyik másodfokú unokatestvére, ifjabb Foix Péter bíboros Beatrix és ezzel a magyarországi politika látókörébe.
Éppen ezért Hunyadi Mátyás az 1489. december 15-én Beckenschläger János korábbi esztergomi érsek halálával megüresedett salzburgi érseki székbe, mely a magyar király szerint az ő fennhatósága alatt áll, Beatrix királyné unokatestvérét jelölte, valószínűleg a felesége erőteljes kérésére, és Mátyás ez ügyben 1490. március 8-ai levelében fordult VIII. Ince pápához. Foix Péter bíboros érseki kinevezése azonban elmaradt, mert a bíboros jelöltségének legfőbb támogatója, Mátyás király a pápának írott levél keltétől számított egy hónapon belül, 1490. április 6-án váratlanul elhunyt Bécsben, és Magyarországon a trónöröklési harc miatt a salzburgi érseki kinevezés érdektelenné vált, így Schaunbergi Frigyest 1490.május 2-án akadálytalanul felszentelhették és beiktathatták a salzburgi érseki székbe. Foix Péter bíboros így kénytelen volt tudomásul venni, hogy nem ő lett Salzburg érseke, és pár hónappal Mátyás után, augusztus 10-én Rómában ő is meghalt, ezért nem érhette meg unokahúga magyarországi karrierjét. Beatrix azonban nemcsak hogy tanúja volt Anna felemelkedésének, de Anna végzetéről is értesülhetett a már visszavonult özvegy királyné szülővárosában, Nápolyban, az utóda viszont nem csupán gyermekekkel, de fiú örökössel is megajándékozhatta „közös” férjüket.

### Legközelebbi rokonsági kapcsolat Anna és a yorkista angol trónörökös, valamint trónkövetelők között
Anna az angol nagyanyja, De la Pole Margit kendali grófné révén az angol királyi házzal is rokonságban állt, és Margit családja, a de la Pole-ok az angol trónra is pályáztak. De la Pole Margitnak az elsőfokú unokatestvére, de la Pole János (1442–1492), Vilmos suffolki herceg fia, Yorki Erzsébetet (1444–1503/1504), IV. Edward és III. Richárd angol királyok nővérét vette feleségül. III. Richárd pedig a fia halála után unokaöccsét, az ifjabb de la Pole Jánost (1462–1487) jelölte ki örökösévé. Ő a nagybátyja bukása és halála után már nem tudta elfoglalni a trónt, viszont a de la Pole-család nem adta fel a trón megszerzésének tervét a Tudorokkal szemben, de ez a család több férfi tagjának is az életébe került, akik így a Towerben végezték. A család egyik tagja, de la Pole Richárd (1480 körül–1525) angol trónkövetelő Magyarországon is megfordult, hiszen 1507. április 14-én még Budáról keltezi egyik levelét, aki a magyar udvarban keresett és kapott is menedéket magyar királyi rokonainál. II. Ulászló VII. Henrik (1457–1509) angol király többszöri határozott követelésére sem adta ki felesége unokatestvérét Angliának, aki így megmenekült attól, hogy bátyái sorsára jusson.
Anna a de la Pole családtól való való származása következtében a bennszülött walesi hercegekig is vissza tudja vezetni a családfáját. Ő ugyanis II. (Nagy) Llywelynnek (Llywelyn Fawr) (1173–1240), Gwynedd királyának és az egyesített Wales hercegének 13. leszármazottja, lánya, Gwladus Ddu (Fekete (szemű) Gwladus) (–1251) révén. Fekete (szemű) Gwladusnak a második férjétől, Ralph Mortimertől (1246) született Roger (1231–1282) fia jelenti a közvetlen kapcsolatot a walesi herceg és Anna között. Ugyanakkor a Walest 1282-ben elfoglaló I. Edward (1239–1307) angol királyig is vissza tudja vezetni a családfáját annak Johanna (1272–1307) nevű lánya révén, aki második férje, Gilbert de Clare (1243–1295), Gloucester grófja által lett Anna közvetlen felmenője. Margit I. Edwardnak a 7. leszármazottja.
A de la Pole-ok Írország királyainak és főkirályainak szintén leszármazottai. Anna Brian Boru Mac Cennetignek (941–1014), Írország főkirályának és Munster királyának, az ír nemzeti hősnek a 19. leszármazottja. Brian Boru lányunokájától, Dervorgillától (–1080) a férje, Diarmaid Mac Maoil na mBó, Leinster királya (–1072) által származik le Diarmaid Mac Murchadha (angol változatban: Dermot Mac Murrough) (1110–1171), Leinster királya, aki behívta az anglo-normannokat az országba, és aki ezzel a tettével elindította Írország angol megszállását. A lányán, Éva (Aoife) hercegnőn keresztül, aki Richard FitzGilbert de Clare-hez vagy ismertebb néven „Strongbow”-hoz, Pembroke grófjához, az angol expedíciós sereg vezetőjéhez ment feleségül, volt Anna Diarmaid Mac Murchadha királynak a 13. leszármazottja.

### Legközelebbi rokonsági kapcsolat Candale-i Anna és a férje, valamint mindkettejük, Foix Germána és XII. Lajos között
Anna királyné és II. Ulászló (1456–1516) között a legközelebbi rokonsági fok a negyedfokú unokatestvérség volt két generációnyi eltéréssel. Anna királyné anyai nagyanyja, I. Eleonóra (1426–1479) navarrai királynő volt II. Ulászlónak negyedfokú unokatestvére a Luxemburg-házon keresztül. A közvetlen felmenőjük Luxemburgi János (1296–1346) cseh király. II. Ulászló az ő fiának, IV. Károly (1316–1378) német-római császárnak és cseh királynak volt az ükunokája annak másodszülött fia, Zsigmond (1368–1437) király révén. Anna királyné anyai nagyanyja, I. Eleonóra királynő pedig Luxemburgi János cseh király lányának, Juditnak (1315–1349), aki Franciaországban Bona néven volt ismert, a későbbi II. János (1319–1364) francia király feleségének volt az ükunokája lányuk, Valois Johanna (1343–1373) révén, aki II. Károly (1332–1387) navarrai királyhoz ment feleségül. A két generációnyi eltérés abból is adódik, hogy Zsigmond király az apja negyedik házasságából származott, aki ekkor már 52 éves elmúlt, és Zsigmond király lánya, Luxemburgi Erzsébet (1409–1442) királyné, aki II. Ulászló anyai nagyanyja volt, is már apja 41. életévében született.
Közvetlenül grófnőből lett királyné, és sohasem volt ténylegesen hercegnő, még ha sokszor, tévesen, annak is címezték. A grófi címe nem jelentette azonban, hogy II. Ulászló „alacsonyabb rangú” feleséggel volt kénytelen beérni, mint uralkodótársai, hiszen Anna származását tekintve eléggé előkelő ősökkel rendelkezett, ha nem is volt közvetlenül királyi hercegnő.

### Közvetlen felmenői
| Nagyapja Foix-Grailly-házi I. János Kendal, majd Candale grófja Benauges grófja | Nagyanyja De la Pole Margit Kendal grófnéja                            | Nagyapja Foix-Grailly-házi IV. Gaston Foix grófja Béarn algrófja Andorra társura Languedoc tartomány főkapitánya | Nagyanyja Aragóniai I. Eleonóra Navarra királya                    |
| Apja Foix-Grailly-házi II. Gaston János Candale grófja Benauges grófja          | Apja Foix-Grailly-házi II. Gaston János Candale grófja Benauges grófja | Anyja Foix-Grailly-házi Katalin navarrai királyi hercegnő (infáns)                                               | Anyja Foix-Grailly-házi Katalin navarrai királyi hercegnő (infáns) |
| Candale-i Anna Magyarország királynéja Csehország királynéja Candale grófnéja   |                                                                        | |                                                                    |

### Testvérei
- Édestestvérei az apjának, II. Gaston Jánosnak, Candale grófjának az 1. feleségétől, Foix Katalin (1460 után–1494 előtt) navarrai infánsnőtől, I. Eleonóra navarrai királynő és IV. Gaston foix-i gróf legkisebb lányától, 4 gyermek:
  - Gaston (1480 körül–1536), III. Gaston néven Candale grófja, felesége Márta (Mattea) (–1569), Astarac grófnője, 10 gyermek
  - Péter (?–?), le Pont ura, Langon bárója, felesége du Pont-l'Abbé Lujza (–1526), nem születtek gyermekei
  - János (1483 körül–1529), Bordeaux érseke (1501–1529)
  - Anna (1484–1506)
- Féltestvérei az apjának, II. Gaston Jánosnak, Candale grófjának a 2. feleségétől, Albret Izabellától (–1530 körül), Nagy Alainnek, Albret urának a lányától és III. János navarrai király húgától, valamint Cesare Borgia sógornőjétől, 4 gyermek
  - Alain (?–?), Castillon algrófja, felesége Monpezat Franciska, 4 gyermek
  - Lujza (?–1534), férje Melun Ferenc (–1574), Épinoy grófja, 1 fiú
  - Amanieu (?–1559), Carcassonne püspöke
  - Margit (?–1540 után), férje Garmain Lajos, Nègrepelisse ura
- Féltestvérei az apjának, II. Gaston Jánosnak, Candale grófjának a házasságon kívül kapcsolatából (kapcsolataiból), 4 gyermek:
  - Gaston (?–?), a bordeaux-i Szent András templom kanonokja
  - Lukrécia (?–?)
  - Péter (?–?), a bordeaux-i Szent András templom kanonokja
  - Ferenc (?–1528/29), Doazit bárója, felesége Marsan Anna (1495 körül–1533 után), 5 gyermek, ő kísérte új hazájába nővérét.

## Házassága

### Előzmények
Anna a Magyarország és Franciaország között kötött szövetség következtében lett Magyarország királynéja 1502-ben. Ennek az előzménye 1457-ben történt, mikor Anna nagynénje (anyai nagybátyjának a felesége), Valois Magdolna francia királyi hercegnő V. László magyar király menyasszonyjelöltje volt, de V. Lászlónak, II. Ulászló (Dobzse László) nagybátyjának – többek között aki után II. Ulászló a nevét kapta a keresztségben még V. László életében, 1456-ban – a halálával (1457) a francia–magyar házasság nem valósult meg akkor, melyre végül 45 évvel később kerülhetett csak sor a korábbi jegyesek unokahúgának és unokaöccsének a házasságával.

Európa az 1500-as évek elején, a francia–magyar szövetség idején és a Foix–Jagelló házasság megkötésekor

### Szövetség és leánykérés Franciaországban: a Foix–Jagelló házasság
XII. Lajos francia király erőteljes velencei támogatás mellett a török elleni szövetség fejében házassági ajánlatot tett az épp frissen elvált II. Ulászlónak, miután a pápa 1500. április 7-én felbontotta II. Ulászló mindkét házasságát hathatós velencei ráhatásra. A szövetség a magyar, a francia és a lengyel király között 1500. július 14-én Budán köttetett meg. A tárgyalások folytatásaként II. Ulászló 1500. július 30-án követséget küldött a francia királyhoz menyasszonynézőbe Cseh György nevű cseh kamarása személyében, aki szeptember végén érkezett Blois-ba, ahol a francia király tartózkodott. II. Ulászló követe megtekintette a király két nőrokonát, a két eladó lányt, Candale-i Annát és Foix Germánát, és magával vitte azok arcképeit. II. Ulászló hosszas habozás után, mert a leírások szerint mindkét lány nagyon csinos volt – vagy más vélemény alapján egyik menyasszonyjelölt sem tetszett Ulászlónak –, végül Annát választotta, valószínűleg csak az életkora miatt, hiszen Anna ekkor már a 18. életévébe lépett, míg Germána még a 14. életévét sem töltötte be, bár már 12 éves korától eladósorba került, viszont Annától várhattak hamarabb trónörököst, ami az előnyös politikai kapcsolatok mellett szintén fontos tényező volt egy ideális menyasszonyjelöltnél. 1501. szeptember 16-án II. Ulászló Tolnán ratifikálta a francia királlyal kötött szövetséget. A magyar király ezután Bácskai Miklós nyitrai püspököt és Telegdi István királyi tanácsost, későbbi kincstartót a már fent említett Cseh Györggyel együtt küldte követségbe a francia királyhoz. A magyar követség 1501. december 5-én érkezett Orléans-ba. Onnan Blois-ba mentek, ahol a francia király is ratifikálta a szerződést. A házassági szerződés Anna és II. Ulászló között 1502. március 23-án lett kiállítva a Blois-i kastélyban. Hozománya 40  000 arany volt. A per procuram útján létrejött házasságot ezután kötötték meg. Foix Anna, Candale grófnője ettől a pillanattól kezdve magyar királynénak számít már.
II. Ulászló 1502. június 13-án adta hírül Budán kelt oklevelében Sopron polgárainak, hogy eljegyezte Candale-i Annát, és meghívta őket a Székesfehérvárott tartandó házasságkötésére, valamint a királyné koronázására.
A királyné 1502. június 21-én indult el Blois-ból Magyarországra. A Magyar Királyság felségterületére 1502. augusztus 23-án lépett Zengg kikötőjének érintésével. Innen Zágrábon keresztül Székesfehérvárra szeptember 27-én érkezett meg. 1502. szeptember 29-én ment férjhez II. Ulászló magyar királyhoz, és ugyanaznap, 1502. szeptember 29-én koronázta meg Bakócz Tamás esztergomi érsek Székesfehérvárott magyar királynévá.
1502. október 19-én a király parancsba adta, hogy a soproniak 300 aranyforinttal járuljanak utólagosan hozzá az esküvői kiadásokhoz.

## Élete

### Franciaországban

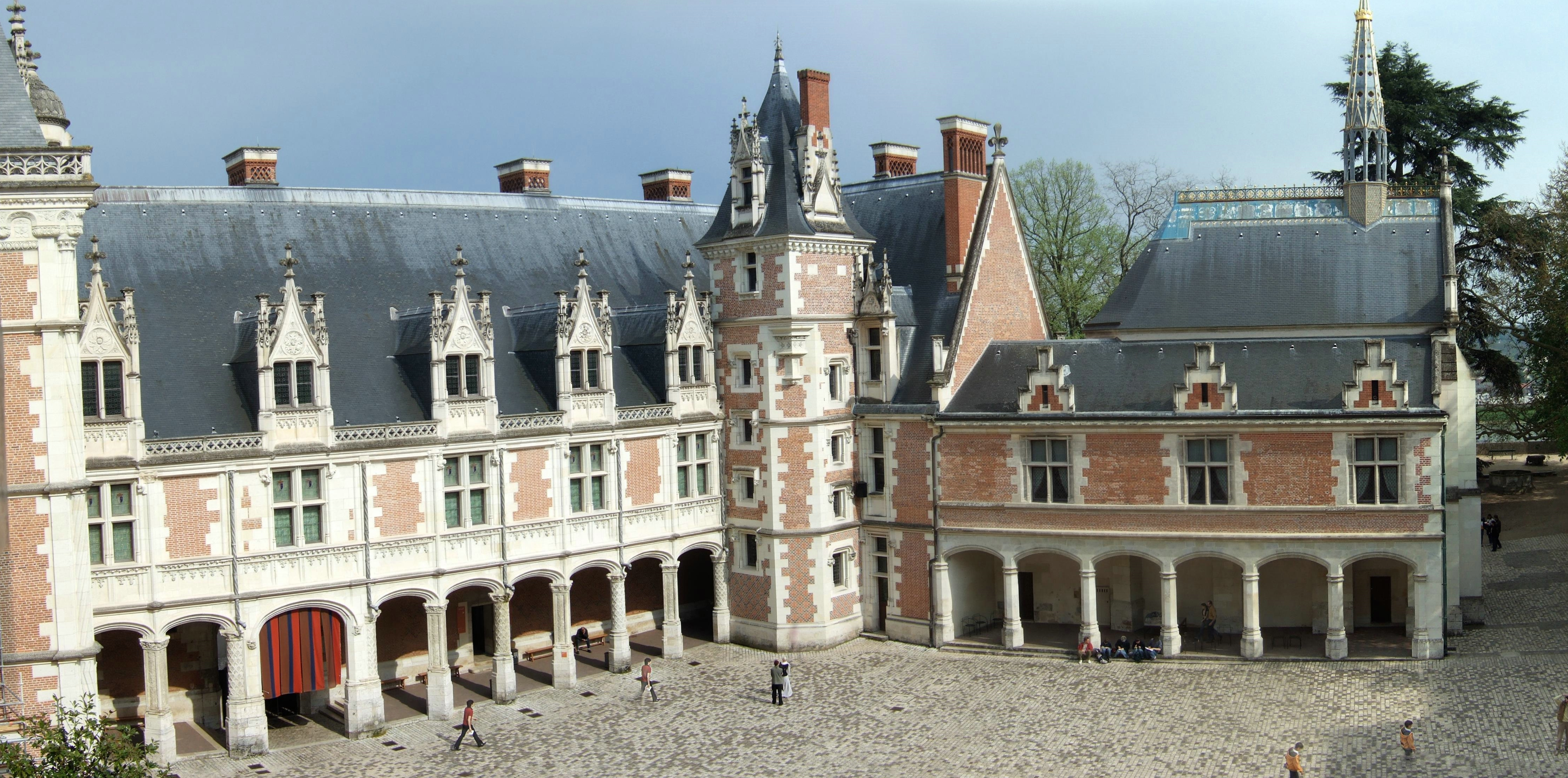
A blois-i kastély XII. Lajos-szárnya

Anna akkor került a figyelem középpontjába, amikor XII. Lajos házassági ajánlatot tett a magyar királynak, és felesége, Bretagne-i Anna királyné erőteljes befolyására a francia udvarban nevelkedő elárvult unokahúgaikat, köztük Annát javasolta feleségjelöltként II. Ulászlónak. Anna a francia királyné mellett, Blois-ban nevelkedett. Amíg a magyar király meg nem kérte hivatalosan Anna grófnő kezét, addig a francia király unokaöccsével, II. Ferenccel (1478–1513), Longueville hercegével, Dunois grófjával szeretett volna házasságra lépni, akibe a források szerint szerelmes is volt, és az elválást nagyon fájdalmas élményként élte át. Sírás és jajgatás tört ki belőle, mikor elbúcsúzott a szerelmétől. A nagypolitika másként döntött, és egy nála 28 évvel idősebb férfihoz kellett feleségül mennie. A francia udvarban Bretagne-i Anna felügyelete alatt kiválóan felkészítették királynéi hivatására, és a művészet- és tudománykedvelő francia királyné, a humanizmus és a reneszánsz kultúra pártfogója hatása alatt Candale-i Anna művelt és tudománypártoló asszonnyá vált. Latinra is megtanították, ennek következtében Magyarországra érkeztével az irodalmi élet újra föllendült az udvarban, és maga köré klasszikus képzettségű embereket választott. Anna házasságának diplomáciai lebonyolítása idején a francia udvarban tartózkodott III. János navarrai király is, aki Anna mostohaanyjának a bátyja, valamint Anna királyné elsőfokú unokatestvérének, I. Katalin navarrai királynőnek volt a férje, de Katalin királynő a források szerint nem volt jelen az eljegyzésen. Ez azzal is összefüggésben lehetett, hogy Anna a Navarrai Királyság alattvalója és a navarrai királyi család, a Foix-ház tagja is volt, valamint a navarrai trónöröklési listán is szerepelt. A navarrai király 1502. április 8-ától május 23-áig Blois-ban időzött. A sikeres házasságkötés alkalmából XII. Lajos a magyar diplomatákat megtisztelő módon megjutalmazta. Telegdi Istvánt abban részesítette 1502. május 24-én Blois-ban, hogy a címerében használhatta a francia Szent Mihály-rend jelvényét. A francia király ezután elhagyta Blois-t. Az újdonsült magyar királyné pedig francia kíséretével június 21-én utazott el Blois-ból. Kíséretében volt a francia udvar részéről többek között a testvére, Foix Ferenc, Doazit bárója, apjának egyik, házasságon kívül született fia, a magyar királyhoz akkreditált francia követ, a II. Ulászlóval egyidős François de Tournemine, la Guerche ura és Pierre Choque, a francia királyné fegyverhírnöke, aki megörökítette a magyar királyné útját Magyarországra, házasságkötését, koronázását a francia királyné és az utókor számára, magyar részről pedig többek között a házassági szerződést megkötő követek, így Bácskai Miklós, Telegdi István és Cseh György.

### Velencében
Blois-ból Lyonon és Grenoble-on keresztül mentek, majd a Francia Királyság felségterületét elhagyva Észak-Itáliában, Savoyán és Piemonton keresztül folytatta útját új hazájába a magyar királyné. Rokonlátogatóban megálltak Saluzzóban, ahol a kiterjedt Foix-Grailly-család egyik tagját üdvözölték, nevezetesen Anna nagynénjét, Foix-Candale-i Margitot, aki apjának a húga, és II. Lajosnak (1438–1504), Saluzzo őrgrófjának a neje volt. Ekkor megismerkedhetett unokatestvéreivel, nagynénje gyerekeivel is. Ezután nagynénje is csatlakozott a kíséretéhez egészen Velencéig. Felizzanóban Jean d’Auton francia krónikaíró búcsúverseket tartalmazó iratot adott át Annának, és XII. Lajosról szóló krónikájában szerepel az a vers, melyet a szerelmesétől elszakadt királynénak olvasott fel, melynek hatására könnyek lepték el szemét, de sikerült eltitkolnia fájdalmát. A vers első két sora így hangzik:
„Franciák, ezúttal távozik
Foix Anna, Magyarország királynéja,”
Milánón keresztül érkezett meg a Velencei Köztársaságba. Leonardo Loredan dózse ünnepélyesen fogadta, amelyhez foghatót nem láttak a kortársak. A lagúnák városában július 31-étől augusztus 21-éig tartózkodott. A hivatalos programja augusztus 1-jén kezdődött, és csak pár naposra tervezték. Díszszónoklatok, lakomák, hangversenyek, ünnepi játékok, lovagi tornák váltották egymást határtalan fényben és pompában. Anna királyné, aki királynéként szívesen nevezte magát a Signoria leányának, maradandó élményekkel gazdagon emlékezett vissza mindig az itt-tartózkodásáról. Férje a fogadására és hazahozatalára Újlaki Lőrinc (1459/60–1524) herceget, Újlaki Miklós bosnyák király fiát küldte, mely 400 lovasból állt. Eleinte bőven volt pénzük, így visszautasították a részükre utalványozott forrást. Össze is vásároltak mindenfélét, de hamar elfogyott a magukkal hozott összeg, így mégis kérniük kellett Velencétől a Magyarországnak évente folyósított segély számlájára 8 000 dukátot, melyet megkaptak. Ezután Anna királyné került kellemetlen helyzetbe a pénz miatt. A hozománya körül támadt vita a franciákkal, mert a magyar küldöttség addig nem akart továbbindulni, míg az ígért 40 000 arany hozományt meg nem kapják. Az összekülönbözés után a franciák és a magyarok egy része is hazatért. Anna pedig 60–70 emberből álló kíséretével mindaddig kénytelen volt Velencében maradni, annak nagy bosszúságára, míg meg nem oldódott a helyzet. Végül augusztus 21-én este Piero Lando kapitány kíséretében elhajóztak Velencéből. Ez szintén nem az előírt menetrend szerint történt, hiszen Annának szárazföldi úton kellett volna érkezni, ami miatt a magyarországi fogadásánál némi módosítást kellett végrehajtani, ugyanis sokan a kíséretéből, akik szárazföldön hagyták el Velencét, még nem érkeztek meg, illetőleg a szlavón és horvát főurak sem tudtak az előírt létszámban jelen lenni királynéjuk fogadásán Zenggben.

### Magyarországon
Perényi Imre főasztalnokmester, későbbi nádor fogadta a királynét Zákánynál, a szlavón-magyar határnál. „[...] II.  Ulászló király menyasszonyának [...] Magyarországba érkezésekor, magyar beszéd kíséretében a Drávánál ő adta át a király levelét és Magyarország akkori iparának leghíresebb termékét, a király ajándékát, t. i. három aranyos, nyolc-nyolc lóra való hintót, amelyek szépségükkel a franciákat nem kis bámulatra ragadták.”
Szeptember 27-én érkezett meg Székesfehérvárra, és két nappal később megkoronázták. II. Ulászló magyar király egyik oklevelében így fogalmaz az Annával való házasságkötése alkalmából 1502-ben. (a következő szöveg korabeli, XX. század eleji nyelvi stílussal és helyesírással íródott, így némileg eltér a mai változattól):
|  | „Ulászló, Isten kegyelméből Magyarország stb. királya ezennel adjuk tudtára mindenkinek, hogy midőn az isteni Gondviselés intézkedése folytán ő felségét, a Foixi királyi családból származó Candalle Annát a római anyaszentegyház szertartásai szerint feleségül vettük és városunkban, Székesfehérvárott, ahol meghívásunkra számos fejedelmi követ, az összes főpapok, bárók, nemesek és főurak, nemkülönben a vármegyék kiküldöttei megjelentek, az ország régi szokása szerint megkoronáztattuk, [...].” |
|  | |

#### Koronázása
Pierre Choque, Bretagne-i Anna királyné fegyverhírnöke francia nyelven megörökítette a magyar királyné koronázását is, mely Szamota István közlésében magyarul is olvasható (a következő szöveg korabeli, XIX. század végi nyelvi stílussal és helyesírással íródott, így némileg eltér a mai változattól): „Szerdán megérkezett a korona, melyet az e czélból tartott és fizetett egyének, a visegrádi (Visigrade) erős várban őriznek. [...] A koronát, az országos szokás szerint díszbe öltözött 500 fegyveres kísérte. Csütörtökön, azaz szept. 29-én ment végbe a koronázás és az esküvő. A király czobolyprémes violaszínű szatén-ruhában és ugyancsak violaszínű kalpagban jelent meg menyasszonya lakásán. A felséges hölgy hasonló öltözetet viselt. A király jobbján haladt a királyné, kit a király fivére, az oppelni és glogaui herczeg vezetett, ezután következtek a többi főurak. Elől mentek Lőrincz herczeg, a nádor, Quercy ura, a velenczei és a többi követek. A menyasszony czímere a középen volt, ebből kiviláglott, hogy két királysággal állott rokonságban. Némelyek az angolországi rokonságról tudakozódtak, továbbá Candale grófságot is fölemlítették. Végre a templomba értünk, a közepén három lépcsőnyi magas emelvényen, két díszpad volt elhelyezve; az emelvényt, padokat, párnákat stb. aranynyal átszőtt karmazsin bársony borította. A király padja jobbról, a királynéé pedig balról állott. Körülöttök foglaltak helyet a pápai, a velenczei, a német birodalmi követek, a többi herczegek és főurak. A másik oldalon pedig a király fivére, az angol követ, Quercy (Guerche) ura, stb. helyezkedtek el. Mindezeknek székei csupa aranyszövetekkel voltak letakarva. A misét az esztergomi érsek, nyolcz püspök segédlete mellett mondta. A püspöksüvegek és pásztorbotok csak úgy ragyogtak a sok drágakőtől és gyöngytől. Az oltárt mintegy hatvan ezüstkép diszítette, ezek szent királyok, vértanúk és püspökök fejeit ábrázolták. A mise kezdete előtt, a király az oratóriumba lépett be és ott feltette a koronát, mely fekete hajfürtjeihez igen jól illett. A jogart a nádor, a kettős kereszttel diszített országalmáját pedig Lőrincz herczeg vitte előtte. A mise elején a király jobb kezébe vette a kormánypálczát, baljába pedig az országalmáját. Erre a király az oltárhoz ment, a királynét Quercy ura vezette oda. Az esketési szertartás befejezése után, a felséges hölgyet előbbi helyére vezették vissza. Ezután két püspök ismét az oltárhoz vezette a királynét; az esztergomi érsek erre hangosan kérdé: van-e valaki a herczegek, bárók, főurak és egyéb rendek közt, ki a felséges hölgy koronázását bármi okból ellenezné; mindnyájan fölkiáltottak: «coronetur», azaz koronáztassék, akarjuk és óhajtjuk, hogy királynénkká legyen, erre mély csend állott be. A királyné fejére gyönyörű koronát, jobb kezébe kormánypálczát, baljába pedig országalmát tettek. A királyné ezután visszatért helyére, mindeme uralkodói jelvények kitűnően illettek neki. Jóllehet a magyarok és a többiek nem győzték magasztalni szépségét, midőn franczia ruhában az országba érkezett, megkoronázva azonban még elbájolóbbá lett. Az isteni tisztelet alatt, a királynak Lőrincz herczeg és a nádor, a királynénak pedig Tamás gróf es Báthory (Balicort) szolgáltak. A szertartás befejezése után, az előbbi rendben tértek vissza, az országalmáit és a jogarokat a király és királyné előtt vittek. Végre a nagy terembe értek, hol már óriási előkészületek tétettek a díszebédre. A hosszú asztal közepén a királyné foglalt helyet, tőle jobbra a király, azután a király fivére, a nádor és a többi főurak. A királynétól balra a pápai követ, az esztergomi érsek és a többi főpapok; az asztal jobboldali vegén ült Quercy és a velenczei követek. Az asztal túlsó végénél, a franczia követtel szemben, az angol és német követek. Az étteremben a világ lehető legszebb pohárszékét láttam, ennek kilencz polcza majd leszakadt a sok csésze, findzsa, tányér, palaczk és csemegetál alatt, ugyanis mindez színaranyból és ezüstből volt. Ebéd után mindenki tisztelgett a királynál és a királynénál, azután következett a táncz és a zene. A király ezután elbúcsúzott feleségétől és lakosztályába vonult vissza, mivel rosszul volt.”

#### Az ország fővárosában: Budán

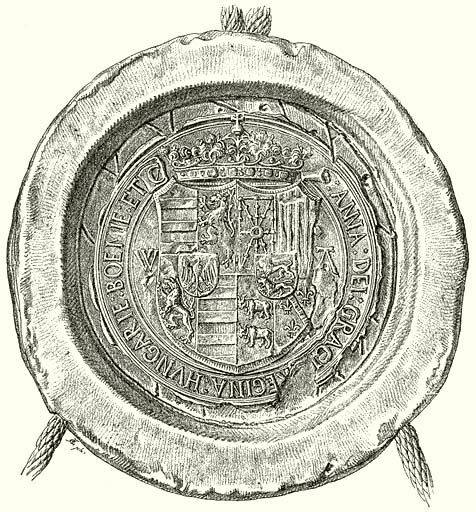
Anna királyné pecsétje rajta a latin nyelvű körirat: Anna Dei Graci(a) Regina Hvngarie Boemie et C(etera) (Anna, Isten kegyelméből Magyarország, Csehország stb. királynéja). A pecsét tartalmazza Anna királyné egyesített címerét, amely két négy osztatú címerrészt tartalmaz (a nyílt korona alatt hosszában kétfelé osztott pajzs jobb fele és a bal fele is négyelve): a bal oldali a házasságával szerzett országokat (balra fölül és jobbra lent (az 1. és 4. mezőben) a Magyar Királyság, jobbra fölül és balra lent (a 2. és 3. mezőben) a Cseh Királyság, középen (szívpajzsban) a Lengyel Királyság címere), a jobb oldali a születése jogán őt megillető területeket: balra felül (az 1. mezőben) a Navarrai Királyság, jobbra felül (a 2. mezőben) a Foix Grófság, balra lent (a 3. mezőben) a Béarni Algrófság és jobbra lent (a 2. mezőben) az Évreux-ház címere, középen (szívpajzsban) pedig a Bigorre Grófság címere, jeleníti meg. Az egyesített címer bal oldalán a férje, II. Ulászló latin nyelvű mongramja: W(ladislaus), míg jobboldalt Anna királyné nevének kezdőbetűje, egy A látható. A bécsi udvari levéltár eredeti példányáról rajzolta Fahrnbauer J. G.

Október 3-án vonultak be II. Ulászlóval Budára, és október 6-án kezdődtek meg a hivatalos ünnepségek, melyek két hétig tartottak. Pierre Choque így írta le a budai ünnepségeket:
„Október 3-án Ulászló és Anna Budára érkezett. A királyné fehér lovon ült. A városon kívül a papság, nemesség s polgárság kiküldöttjei üdvözlik a királyi párt. A királynénak a budai polgárok egy, címerével díszített fehér terítőt hoznak ajándékba. A város valamennyi harangjának zúgása és száz ágyúlövés közepette vonultak be a budai főutcán át a királyi palotába, melynek bejáratánál az udvari cselédek tömege sereglett köréje. Mikor a palota küszöbét átlépte, á király elbúcsúzott tőle és lakásába ment, a királynét pedig a király testvére, a nádor s több főúr és főúri hölgy lakosztályába vezette. Néhány napi pihenés után megkezdődnek az ünnepségek. A király a vár egy nagy termében díszebédet ad, a királyné fogadja az ország városai s különböző tartományai kiküldötteinek hódolatát és átveszi az ajándékokat: ezüst edényeket, drága aranyszöveteket, bársony kelméket, török szőnyegeket stb. Tizenkét napon át egymást követik a mindenfajta szórakozások, táncmulatságok, hangversenyek. lovagjátékok s különböző népünnepélyek (ökörsütés). Egy egész nap a vár udvarán a nép számára az egyik kútból hat csövön át víz helyett bor csorgott.”
A cseh királynéi koronázását kezdettől fogva tervezték, de mindig közbejött valami, a terhességei, II. Ulászló komoly betegségei, valamint a súlyos magyarországi belpolitikai helyzet, amik miatt mindig el kellett halasztani, végül a korai halála nem tette ezt lehetővé. Ennek következtében sohasem járt Csehországban, így cseh királynévá sem koronázták meg, és egyes életrajzi adatközlőkkel ellentétben ebből kifolyólag egyik gyermekét sem szülhette Prágában. Anna királyné rendkívül népszerű volt Magyarországon, és ezt annak is köszönhette, hogy 1326 óta ő volt az egyetlen magyar királyné, aki még férje életében fiú örököst tudott szülni, és a trónöröklés kérdését az 1505-ös rákosi végzésre adott méltó válaszként megnyugtatóan rendezni tudta, bár ez utóbbit már csak rövid ideig élvezhette.
Első gyermekének, Anna hercegnőnek a születése előtt 1503 nyarán anyósa, Habsburg Erzsébet lengyel királyné és magyar királyi hercegnő latin nyelvű levelet intézett fiához, II. Ulászlóhoz, melyben tanácsokkal látja el a leendő szülőket, melyet Uhlárik János fordított magyarra és tett közzé (a következő szöveg korabeli, XIX. század végi nyelvi stílussal és helyesírással íródott, így némileg eltér a mai változattól): „Erzsébet, Lengyelország királynéja, az ő kedves fiának, Ulászló magyar és cseh királynak Üdvöt az Úrban. Hallom szeretett fiam, hogy a te feleséged, Anna királyné a legközelebbi napokban gyermeket szülend. Hogy mily nagy örömemre és vigasztalásomra szolgált e hír, már az is bizonyságul szolgálhat előtted, hogy nem tudtam magam visszatartani attól, hogy nehány, a gyermek nevelésére üdvös intelmet ne intézzek hozzád s Annádhoz. Mert mily jótéteményben részesíthetne bennünket a halhatatlan Isten, mely óhajtandóbb s kedvesebb volna előttünk, mintha tégedet fiúgyermekkel áld meg, ki hivatva lesz téged hanyatló korodban a gondoktól megszabadítani, Annát biztos reménynyel eltölteni s az én aggkoromat felvidámítani: s így bennünk a halhatatlanság reményét felébreszteni. [...] Azért semmi sem lephetne meg engem kellemetesebben, mintha neked fiúgyermeked születnék, ki egy részről őseinek hírneve, másrészt saját erényei és kimagasló jó tulajdonai által méltónak bizonyulna két hatalmas országnak kormányzására. [...] Én tehát, amennyire az anya egészségének veszélyeztetése nélkül történhetik, azt akarnám, hogy a gyermeket Anna maga szoptassa; mert ezt tartom én a legjobbnak és legegészségesebbnek. Általános vélemény, hogy a csecsemőre semmi sem hasznosabb, mintha az az anya tejével tápláltatik”
1504. január 10-én II. Ulászlót súlyos szélütés érte a nyelvén és a karján: több hétig fekvő beteg volt, februárig nem tudott felkelni, nehezen tért magához, állapota komoly aggodalomra adott okot, és a trónöröklés megoldatlansága fiúörökös hiányában Corvin János reményeit erősítette egy esetleges királyválasztáson. A király egészsége már az előző évben is komoly aggodalomra adott okot, de akkor még csak szűk körben tudtak erről, és persze eltitkolták. Erre utalnak Bretagne-i Anna aggódó levelei és a Budára küldött futárja ez ügyben. Ulászló 1503. november 23-ai válaszában biztosította a francia királynét, hogy mind ő, mind pedig felesége a legjobb egészségnek örvendenek. A király állapotának aggasztó volta miatt 1504. január 23-án Anna királyné fogadalmat tett, hogy gyalog elzarándokol az óbudai Fehéregyházába, ha férje felgyógyul. Ulászló csak nagy nehezen tudta lebeszélni, hogy ne mezítláb menjen, ahogy megfogadta, így végül cipőben tette meg az oda-vissza utat.
A királyné ugyanis, ha Ulászló fiúörökös nélkül halna meg, akkor magyarországi tartózkodás esetén a birtokai és jövedelmei haszonélvezetét kapja csak, ha újra férjhez menne vagy elhagyná az országot, pénzbeli megváltást élvezne, ami természetesen nem elégíthette ki Anna reményeit, kívánságait és ambícióit.
A népszerűségét annak is köszönhette, hogy rendbe tette a kincstár zilált pénzügyeit, és tekintélyt szerzett az udvarban. Király és királyné is volt egyszemélyben, ahogy a velencei követ jellemezte. Miközben férje életéért aggódott, ő maga "az anyaság áldozatává vált". Második terhességét sokkal nehezebben viselte az elsőhöz képest, és többnyire annyira gyenge volt testileg, hogy az ideje nagy részét ágyban volt kénytelen tölteni, de ekkor sem hanyagolta el az államügyeket, és bár a Habsburg-házzal ellenséges Velencei Köztársaságnak megígérte, hogy születendő fiát a signoria „szolgájaként” fogja nevelni, de a királyné nem emelt kifogást a Habsburg–Jagelló házassági szerződés előzetes megkötése ellen, ami 1506. március 20-án Bécsújhelyen végbe is ment Miksával, így miután március 27-én a király aláírta, a királyné is külön okiratban jóváhagyta, és ellátta pecsétjével. Terhessége alatt osztrigát kívánt és rendelt Velencéből, apai nagynénjét, Foix-Candale-i Margitot kérette maga mellé Budára, aki Velencéig kísérte az esküvői menetben, valamint egy velencei bábát óhajtott a szülést levezetni.
A várva-várt fiú 1506. július 1-jén Budán jött a világra. II. Ulászló Damonyai Jánossal vitette meg Sopronba az örömhírt a fiú örökös megszületéséről.
Gyermeke, Lajos születése után három héttel halt meg gyermekágyi lázban, névnapján, 1506. július 26-án vasárnap, délután fél 4-kor Budán. Először Budán temették el, 1506. szeptember 4-én. A kései temetés, több mint egy hónappal a halála után, a nyári időpont ellenére is, a tetem állapotának megőrzése miatt azt mutathatja, hogy az ország egész lakossága méltó módon kívánt búcsút venni szeretett királynéjától, és így volt elég idő, hogy az ország minden pontjáról, valamint Csehországból is eljuthassanak Budára a gyászszertartásra. Majd csak II. Ulászló halála után helyezték végső nyugalomra férjével együtt 1516-ban Székesfehérvárott.

## Halála

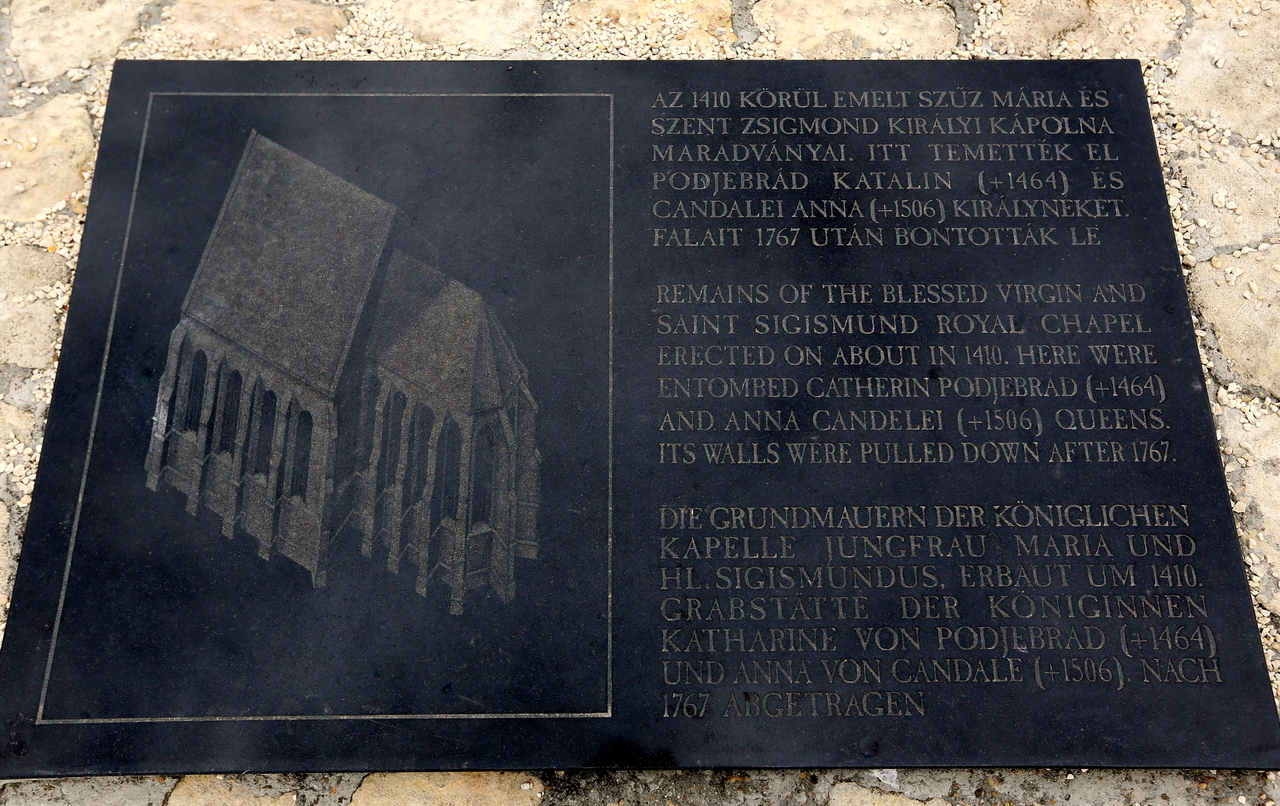
Emléktábla a budai Szent Zsigmond-templom maradványai mellett

II. Ulászló érzéseiről felesége halála kapcsán egy velencei követjelentés számolt be, melyet Wenzel Gusztáv ismertet (a következő szöveg korabeli, XIX. század végi nyelvi stílussal és helyesírással íródott, így némileg eltér a mai változattól): „Sajátságos találkozása a körülményeknek ez alkalommal azon eset is volt, hogy – miután a követség julius 2-kán a velenczei signoriát a kis Lajos herczegnek szerencsés születéséről tudósította, s julius 14-kén kereszteléséről tett jelentést – a signoria ennek folytán üdvözlő levelet intézvén a királyhoz és a királynéhoz, melynek személyes átadásával a követségi titkár bizatott meg, ez már csak akkor érkezett Budára, mikor a királyné már meghalt volt, s holtteste a ravatalon feküdt. A titkár ily viszonyok közt nem tudván magát elhatározni, hogy megbizatásában mi módon járjon el, ez iránt Bakács Tamás bibornok tanácsát óhajtotta kikérni, ki akkor Thurzó Zsigmond váradi püspökkel épen a királynál volt. Midőn azonban e közben a király megtudá, hogy Velenczéből levele érkezett, a velenczei titkárt azonnal maga elé hivatá, s tőle a levelet átvevé; ez pedig szemtanuja lett azon jelenetnek, hogy a király Thurzóval egy ablak mélyébe vonúlt vissza, itt magának a levelet halkan felolvastatta s egészen más helyzetnek szánt tartalmára keserves sirásnak fakadt. A királynénak halála a legsúlyosabb csapás volt, mely akkor a királyt és a nemzetet érhette. A király ugyanis nemcsak szeretett nejét vesztette, hanem legjobb barátját, legbiztosabb tanácsadóját, és az akkori idők nehéz viszonyai közt uralkodásának hű társát és segédjét is. [...] De sírba szállt a királynéval a nemzetnek és az országnak jó angyala is, s halála után Magyarország sorsában azon szomorú fordulat állt be, mely fennállását is mindinkább veszélyeztette, s elvégre Mohácsnál érte el a katastrófát. [...] Benedetti János Ferencz velenczei kövétségi titkár a királyné emlékét azon nyilatkozattal tisztelte meg, hogy benne a köztársaságnak is egyik biztos barátja halt meg, hogy mint királyné bölcsességénél fogva nagy tekintetben állt, s hogy kimultát Magyarországban, melynek érdekeiért Anna királyné életének legjobb tetterejét feláldozni minden perczben kész volt, azok közül, kik a történelem körében a tudományt és művészetet képviselik, még senki érdemeit elismerőleg nem méltatta;”

## Újratemetése

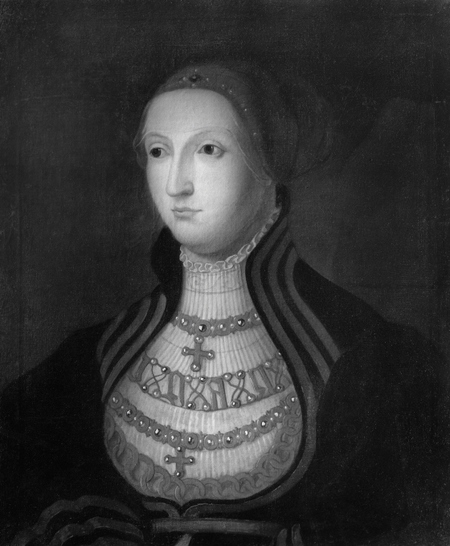
Anna királyné portréja David Frumerie (1641–1677) svéd festő festményén, Svéd Nemzeti (Szépművészeti) Múzeum (Nationalmuseum), Stockholm.

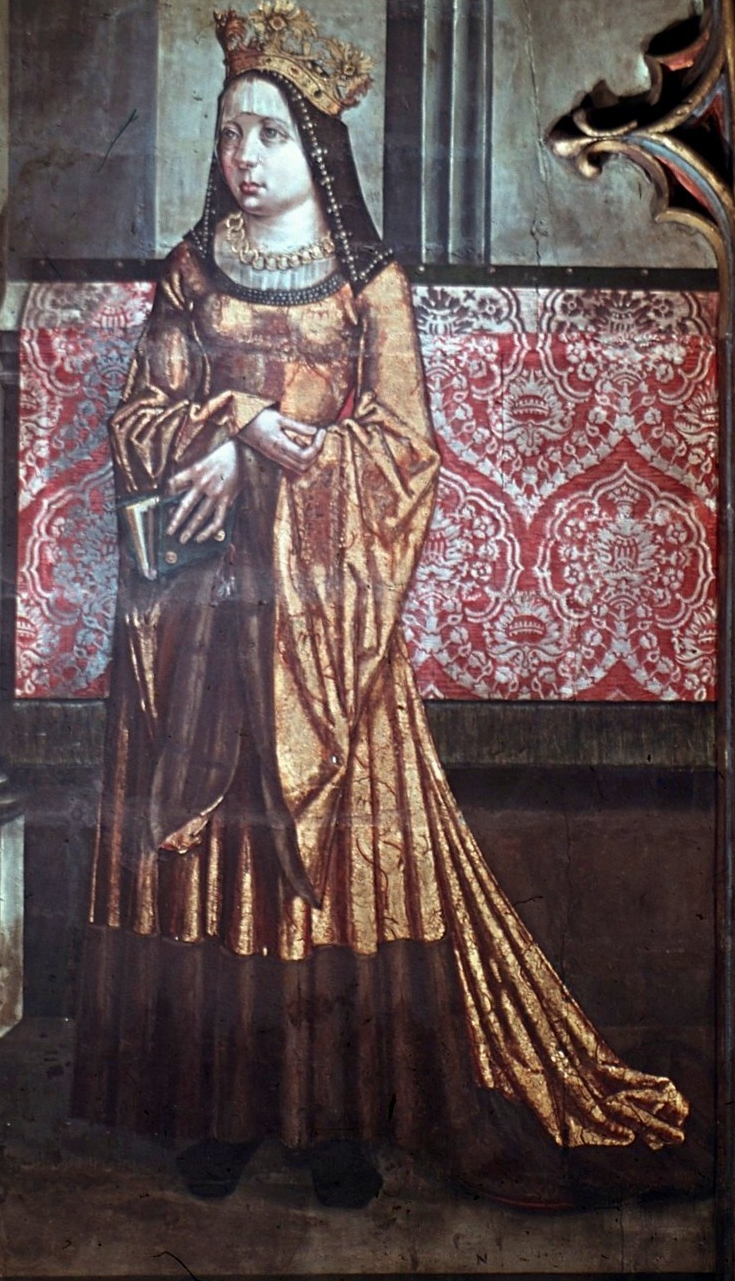
Candale-i Anna 1509-ből való freskón a prágai Szent Vitus-székesegyház Szent Vencel-kápolnájában a Litoměřicei Oltárkép festőjétől (a kép bal oldalán a király látható, lásd II. Ulászló. A kép akkor készülhetett, mikor Ulászló fiát, a hároméves Lajost cseh királlyá koronázták apja jelenlétében Prágában 1509-ben már Anna halála után)

Brandenburgi György, II. Ulászló kedvenc unokaöccse, aki a király halálos ágya mellett tartózkodott mindvégig, majd pedig az elhunyt uralkodó kisfiára, II. Lajosra vigyázott, beszámolót készített a történtekről és a temetésről, amikor is II. Ulászló végső nyughelyre helyezésével egyidejűleg a néhai királyné újratemetése is zajlott 1516-ban (a következő szöveg korabeli, XIX. századi nyelvi stílussal és helyesírással íródott, így némileg eltér a mai változattól): „épen 7 órakor: ő felsége nagyot sóhajtott és kimult, legyen neki Isten irgalmas, kegyelmes. Azután bebalzsamozták és (byxena)-kendőkbe göngyölték és magas ravatalra kiterítették, hogy mindenki láthassa s énekeltettek felette, a mint illik. – Virágvasárnapján [ márcz. 16-án ] a szt.-János templomába vitték nagy processióval s ott letették. Másnap [ márcz. 17. ] nagy tisztességgel kivitték a városból; én vittem több urral együtt; a vajda [ Zápolya János ] nem akarta vinni. A boldogúlt királynét is kiásták és egy fekete kocsira helyezték. Erre megindúlt a menet, elől a követek az érsekkel és a püspökökkel; azután a megboldogúlt király kocsija, utána a néhai királynéé; mindkettőjöket Székesfejérvárra vitték át; az urak mindnyájan velök mentek a temetésre. Nekem itt kellett maradnom, uram Lajos király mellett, vele vagyok éjjel-nappal. Azt is meg akarom írni, hogy ment végbe a temetés Fejérvárt [ márcz. 19-én ]. Bár nem voltam ott, de értesülést szereztem mindenről. Az összes papság elibe vonúlt processióval, átvették ő fgét, bevitték a városba, a templomba letették s egész éjjel énekeltek felette. Másnap reggel elkészítették a sírt. Találtak egy régi sírt, a melybe száz év előtt egy királynét temettek el és Károly király leányát, meg egy Lengyelországban született királyt is megtaláltak. Uram királyomat aztán feleségével és a talált királynéval együvé temették.”
Candale-i Annáról tehát korabeli forrásokkal alátámasztva tudható, hogy 1516-ban a földi maradványait kihantolták, és férjével együtt újratemették Székesfehérvárott, így Végh András érvei megdőlni látszanak, hogy szerinte 1827-ben mégsem Podjebrád Katalin királyné földi maradványait találták meg a budai Szent Zsigmond-templom romjainak feltárása közben, és mivel más királyné vagy előkelő asszony temetését semmilyen más forrás nem igazolja, így Jankovich Miklós feltételezése helytálló lehet, hogy azok csak Katalin királyné csontjai lehetnek. Végh azonban ekképpen igyekezett cáfolni Jankovich érveit: „Tekintve, hogy két királynő itteni sírjáról is tudunk, és nem kizárt, hogy más előkelő asszonyok is ide temetkezhettek, a sír azonosítását tévesnek tarthatjuk. A leletek azóta – egy ostyatartó szelence kivételével – a Nemzeti Múzeumban sajnos elkallódtak.”

## Gyermekei
- Férjétől, II. Ulászló (1456–1516) magyar és cseh királytól, 2 gyermek:
  - Anna (1503–1547) magyar, cseh és horvát királyi hercegnő, férje I. Ferdinánd (1503–1564), Ausztria főhercege, magyar, cseh és német király, IV. (Szép) Fülöpnek, a németalföldi (burgundi) tartományok uralkodójának és II. Johanna kasztíliai királynőnek a fia, 15 gyermek, többek között:
    - I. Miksa (1527–1576), 1564-től magyar és horvát, cseh és II. Miksa néven német király, német-római császár, felesége Habsburg Mária (1528–1603) ausztriai főhercegnő, kasztíliai infánső, V. Károly német-római császár lánya, 15 gyermek, többek között:
      - Habsburg Anna (1549–1580), férje II. Fülöp (1527–1598), kasztíliai (spanyol) király, I. Fülöp néven aragón király, IV. Fülöp néven (Felső-)Navarra királya, 5 gyermek, többek között:
        - III. Fülöp (1527–1598), kasztíliai (spanyol) király, II. Fülöp néven aragón király, V. Fülöp néven (Felső-)Navarra királya

  - Lajos (1506–1526), II. Lajos néven magyar és cseh király, felesége Habsburg Mária (1505–1558) ausztriai főhercegnő, kasztíliai infánső, IV. (Szép) Fülöpnek a németalföldi (burgundi) tartományok uralkodójának és II. Johanna kasztíliai királynőnek a lánya, gyermekük nem született, 1 természetes fiú:
    - (Házasságon kívüli kapcsolatából Wass Angelitha úrnőtől): Wass János (1521 körül–1580 után), felesége N. N., voltak utódai

## Irodalmak

### Genealógia
- Bladé, Jean-François (1877). „Notice sur la Vicomté de Bezaume, le Comté de Benauges, les Vicomtés de Bruilhois et d'Auvillars, et les pays de Villandraut et de Cayran” (francia nyelven). Revue de l'Agenais. Société des sciences, lettres et arts d'Agen, Société académique d'Agen, P. Noubel 4, 465–507. o. (Hozzáférés: 2018. szeptember 17.)
- Kšír, Josef (2001). „K původu české královny Anny (Anna cseh királyné származásához)” (cseh nyelven). Genealogické a heraldické listy (GaHL) (Genealógiai és Heraldikai Füzetek), Prága 21, 40–47. o. (Hozzáférés: 2018. szeptember 16.)
- Kšír, Josef (2001). „1. genealógiai tábla” (cseh nyelven). Genealogické a heraldické listy (GaHL) (Genealógiai és Heraldikai Füzetek), Prága 21, 40–47. o. (Hozzáférés: 2018. szeptember 16.)
- Kšír, Josef (2001). „2. genealógiai tábla)” (cseh nyelven). Genealogické a heraldické listy (GaHL) (Genealógiai és Heraldikai Füzetek), Prága 21, 40–47. o. (Hozzáférés: 2018. szeptember 16.)
- Vajay Szabolcs. „II. Lajos király ősei és vegyesházi királyaink rokoni kapcsolatai” (magyar nyelven). Turul 1943 (57), 72–79. o. (Hozzáférés: 2019. február 5.)

### Korabeli források
- Andronico, Matteo: Epithalamium in nuptias Vladislai Pannoniarum ac Bohemiae regis et Annae Candaliae reginae (Esküvői ének Ulászló magyar és cseh király és Candale-i Anna házasságára) / Matthaeus Andronicus Tragurinus (1502), In: Juhász László: Bibliotheca Scriptorum Medii Recentisque Aevorum : saecula XV–XVI., 18. o., Teubner, Lipcse, 1933.
- d'Auton, Jean. Chroniques, Mémoires et Documens de l'Histoire de France. Seizième Siècle, Jean d'Auton krónikája Paul L. Jacob kiadásában (francia nyelven), Párizs: Silvestre (1834). Hozzáférés ideje: 2018. szeptember 17.
- Chabriel, Angelus. Libellvs Hospitalis Mvnificentiae Venetorvm Excipienda Anna Regina Hvngariae per Angelvm Chabrielem Compositvs (Könyvecske Anna magyar királyné nagylelkű és vendégszerető fogadásáról Velencében), Lelőhely: OSZK Röpl. 11 (latin nyelven), Velence: Bernardino dei Vitali (1502). Hozzáférés ideje: 2018. szeptember 17.
- Choque, Pierre. Candalei Anna (II. Ulászló felesége) útazása Zenggből Budára 1502 (a francia szöveg magyar fordításban),  In: Szamota István (szerk).: Régi utazások Magyarországon és a Balkán-félszigeten 1054–1717 (magyar nyelven), Budapest: Franklin-Társulat, 131–146. o. (1891). Hozzáférés ideje: 2018. szeptember 17.
- Choque, Pierre. Discours des cérémonies du mariage d'Anne de Foix, de la maison de France, avec Ladislas VI, roi de Bohême..., (1502), /Premier article/, Pierre Choque krónikájának első része: A Velencei Köztársaságban, Antoine Le Roux de Lincy bevezetőjével (francia nyelven), Párizs: Antoine Le Roux de Lincy (1861). Hozzáférés ideje: 2018. szeptember 17.
- Choque, Pierre. Discours des cérémonies du mariage d'Anne de Foix, de la maison de France, avec Ladislas VI, roi de Bohême..., (1502), /Second article/, Pierre Choque krónikájának második része: Velencétől Budáig (francia nyelven), Párizs: Antoine Le Roux de Lincy (1861). Hozzáférés ideje: 2018. szeptember 17.
- Marczali Henrik: Candalei Anna II. Ulászló neje, magyarországi útjának és a menyegzői ünnepélyek leírása (Közlemények a párisi Nemzeti könyvtárból 1448–1596, 83–122), Magyar Történelmi Tár, 97–113, 1877 (Pierre Choque krónikája francia nyelven)
- Pray György és Millisits Mihály. Specimen Hierarchiae Hungaricae, complectens seriem chronologicam archiepiscoporum et episcoporum Hungariae cum rudi dioecesium delineatione adjectis, si quae sunt peculiares, preaerogativis, ut plurimum ex diplomatibus congestum, Pars I. De archiepiscopatu Strigoniensi et ejus suffraganeis (latin nyelven). Pozsony és Kassa: Landerer János betűivel (1776). Hozzáférés ideje: 2015. szeptember 9.
- Uhlárik János (ford.): Erzsébet lengyel királynénak a királyi gyermek neveléséről fiához II. Ulászló Magyar- és Csehország királyához irt könyve (De Institutione Regii Pueri Helisabetha Poloniae Regina Wladislao Pannoniae Bohemiaeque Regi Filio Carissimo), (1503), A Bécsi Császári és Királyi Udvari Könyvtárnak 10573. sz. XVI. századi kódexéből, különnyomat, Stampfel Károly Kiadása, Pozsony, 1893.

### Szakirodalom
- Adot Lerga, Álvaro (1999). „Itinerario de los reyes privativos de Navarra: Juan III de Albret – Catalina I de Foix (1483–1517” (spanyol nyelven). Príncipe de Viana, Pamplona 60, 459–492. o. (Hozzáférés: 2018. szeptember 17.)
- Anthony, Raoul. Identification et Étude des Ossements des Rois de Navarre inhumés dans la Cathédrale de Lescar (francia nyelven). Párizs: Masson (1931). Hozzáférés ideje: 2018. szeptember 17.
- Bárány Attila – Györkös Attila (2012). „A Fehér Rózsa Magyarországon. Egy angol trónkövetelő viszontagságai és a Jagelló-kori diplomácia” (magyar nyelven). Századok 146, 416–442. o. (Hozzáférés: 2018. szeptember 17.)
- Birkás Géza. Francia beszámoló egy magyar királyi mennyegzőről, Francia utazók Magyarországon, Acta Universitatis Szegediensis: Sectio philologica, 16. Tomus, 228. o (magyar nyelven), 24–31. o. (1948). Hozzáférés ideje: 2019. szeptember 26.
- Dümmerth Dezső. Az Anjou-ház nyomában [archivált változat] (magyar nyelven). Budapest: Panoráma (1982). Hozzáférés ideje: 2016. április 15. [archiválás ideje: 2016. április 15.]
- Dobosy Tibor: Pierre Choque, Anna magyar királyné francia kísérője;  Egyetemi Ny., Budapest, 1940 (Bibliothèque de l'Institut Français à l'Université de Budapest)
- Dongó Gyárfás, Géza (szerk.). Adalékok Zemplén vármegye történetéhez, 17. kötet (magyar nyelven). Sátoraljaújhely: A „Zemplén” Könyvnyomtató Intézete (1912). Hozzáférés ideje: 2017. február 18.
- Engel Pál (1987). „Temetkezések a középkori székesfehérvári bazilikában” (magyar nyelven). Századok 69, 613–637. o. (Hozzáférés: 2015. október 26.)
- Fógel József. II. Ulászló udvartartása (1490–1516) (magyar nyelven). Budapest: MTA (1913). Hozzáférés ideje: 2015. szeptember 7.
- Fraknói Vilmos. A Hunyadiak és a Jagellók kora (1440–1526),  In: Szilágyi Sándor (szerk.): A magyar nemzet története IV. kötet (magyar nyelven), Budapest: Athenaeum Irodalmi és Nyomdai Részvénytársulat (1896). Hozzáférés ideje: 2015. október 31.
- Fraknói Vilmos: A magyar királyválasztások története, Athenaeum, Budapest, 1921.
- Györkös Attila. II. Ulászló házassága és a francia diplomácia, In: Makai János (szerk.): Acta Academiae Agriensis Nova Series. Sectio Historiae 39 (magyar nyelven), Eger: Eszterházy Károly Főiskola, 89–102. o. (2012). Hozzáférés ideje: 2018. szeptember 17.
- Györkös Attila. A francia diplomácia és az 1506-os Habsburg-magyar háború, In: Bárány Attila – Györkös Attila – Pallai László (szerk.): A francia história hazai nagykövete. Ünnepi kötet a 65. éves Papp Imre születésnapjára (magyar nyelven), Debrecen: Debreceni Egyetem, 57–66. o. (2013). Hozzáférés ideje: 2015. október 26.
- Házi Jenő. Sopron szabad királyi város története. I. rész, 6. kötet, Oklevelek és levelek 1482-től 1520-ig. (magyar nyelven). Sopron: Székely és társa könyvnyomdája (1928). Hozzáférés ideje: 2017. február 18.
- Hankó, Ildikó. Királyaink tömegsírban – A magyar királysírok sorsa Géza fejedelemtől Szapolyai Jánosig (magyar nyelven). Budapest: Origo-press Kiadó (1987). Hozzáférés ideje: 2017. február 26.
- Jankovich Miklós: Budán felfedezett gazdag sírbolt, mellűben hihetőleg Katalin, Mátyás Király első hitvessének, és Podiebrad György leányának teteme találtatott. Pesten, Petrózai Trattner Mátyás betüjivel, 1827.
- Kollányi Ferenc: A veszprémi püspök királyné-koronázási jogának története, Egyházmegyei Könyvnyomda, Veszprém, 1901
- Kropf, Lajos (1895). „Anna királyné, II. Ulászló neje” (magyar nyelven). Századok 29, 689–709. o. (Hozzáférés: 2015. március 31.)
- Macek, Josef: Tři ženy krále Vladislava (Ulászló király három felesége), Mladá fronta, Prága, 1991
- Magony Imre: Társa az országnak. Királynék koronázása Székesfehérváron, Székesfehérvár Megyei Jogú Város Polgármesteri Hivatala, Székesfehérvár, 2007
- Magyar életrajzi lexikon I. (A–K). Főszerk. Kenyeres Ágnes. Budapest: Akadémiai. 1967.
- Solymosi László (szerk.): Magyarország történeti kronológiája I. A kezdetektől 1526-ig, (főszerk.: Benda Kálmán), Akadémiai Kiadó, Budapest, 1981.
- Váralljai Csocsány Jenő: Az „Egyszarvú vadászata” gobelinjei és Candalai Anna királyné, In: Váralljai Csocsány Jenő: A magyar monarchia és az európai reneszánsz, Kráter, Pomáz, 185–212, 2005.
- Végh, András. Adatok a budai kisebb Szűz Mária, más néven Szent Zsigmond templom alapításának történetéhez. A Szent Zsigmond templom és a Zsigmond kor budai szobrászata. Konferencia a Budapesti Történeti Múzeumban, 1996., In: Budapest régiségei 33. (magyar nyelven), Budapest: Budapesti Történeti Múzeum (1999). Hozzáférés ideje: 2017. február 26.
- Wenzel Gusztáv (1877). „II. Ulászló magyar és cseh királynak házas élete 1501–1506 (első közlemény)” (magyar nyelven). Századok 11, 630–641. o. (Hozzáférés: 2018. március 24.)
- Wenzel Gusztáv (1877). „II. Ulászló magyar és cseh királynak házas élete 1501–1506 (második közlemény)” (magyar nyelven). Századok 11, 727–757. o. (Hozzáférés: 2018. március 24.)
- Wenzel Gusztáv (1877). „II. Ulászló magyar és cseh királynak házas élete 1501–1506 (harmadik közlemény)” (magyar nyelven). Századok 11, 816–840. o. (Hozzáférés: 2018. március 24.)
- Wertner Mór: »De Fuscio« biboros Hunyadi Mátyás »rokona«, Századok 46, 521–523, 1912.
- Névtelen szerző: II. Ulászló utolsó órái, Századok 18, 177–179, 1884.

### Szépirodalom
- P. Gulácsy Irén. Fekete vőlegények (1. kötet) (magyar nyelven). Budapest: Singer és Wolfner Irodalmi Intézet R.-T. (1927). Hozzáférés ideje: 2018. szeptember 9.